# Телешун, Сергей Александрович
Телешун Сергей Александрович (род. 31 августа 1962 г.) — украинский политолог. Директор Института государственной службы и местного самоуправления, заведующий кафедрой публичной политики и политической аналитики Национальной академии государственного управления при Президенте Украины; профессор кафедры теории государства и права Национального университета внутренних дел. Доктор политических наук (2001), кандидат исторических наук, доцент (1996), профессор (2001); Заслуженный деятель науки и техники Украины (2012).

## Образование
Киевский Педагогический Институт им. Горького (1983-88 гг.), исторический факультет, преподаватель истории и общественных дисциплин, окончил с отличием; Национальная Академия МВД Украины (1998—2000 гг.), факультет правоведения, юрист, окончил с отличием; аспирантура Киевского Педагогического Университета им. Драгоманова (1991—1994), канд. дис. «Национальный вопрос в программах украинских политических партий конца ХІХ — начала XX вв.» (защитил в 1996 г.), доцент; доктор политических наук, профессор, док. дис. «Государственное устройство Украины: Проблемы теории и практики» (защитил в 2000 г.); Институт Государства и права им. Корецкого НАН Украины.

## Трудовая, общественная и научная деятельность
С 1989 г. — преподаватель истории и обществоведения, заместитель директора по воспитательной работе Киевской средней специальной школы им. М. Лысенко;
1989 г. — преподаватель, заведующий методическим кабинетом кафедры политической истории Киевского института им. Горького;
с 1992 г. — ведущий специалист совета безопасности при президенте Украины;
с 1994 г. — зав. отделом связей с объединениями граждан;
1995—1997 гг. — руководитель управления внутренней политики администрации президента Украины ;
1997—2000 гг. — консультант президента Украины;
с января 2005 г. по ноябрь 2006 г. — советник президента Украины (вне штата);
1992—2006 г. — президент благотворительного фонда «Содружество»;
с 2006 года — руководитель Украинской юридическо-промышленной группы;
Профессор кафедры теории государства и права Национальной академии внутренних дел; профессор кафедры общественно-политических наук Национального педагогического университета им. Драгоманова, с 2006 года — заведующий кафедрой политической аналитики и прогнозирования, руководитель учебно-научного комплекса Национальной академии государственного управления при президенте Украины.
Основатель и руководитель журналов «Спецслужбы и мир», «Безопасность и мир», «Национальный интерес», глава общественного экспертного совета Украины. Почетный магистр права (за принятие Конституции Украины в 1996 г.).
Телешун С. А. — автор и соавтор ряда законопроектов, принимал участие в принятии Конституции Украины в 1996 году, создании Концепции национальной безопасности Украины.
Один из организаторов международного форума на территории Евразии (Форум ДА).
Автор 700 работ по проблемам права, политики, истории, этнологии, конфликтологии, национальной безопасности в Германии, на Украине, в России, Франции, США, Турции, Польше, Великобритании.

## Книги и учебники
- Енциклопедія державного управління [Текст] : у 8 т. / наук.ред. кол. : Ю. В. Ковбасюк (голова) [та ін.] ; Національна академія державного управління при Президентові України. — К. : НАДУ, 2011. Т. 8 : Публічне врядування / наук.ред. кол. : В. С. Загорський (голова), С. О. Телешун (співголова) [та ін.] ; Львівський регіональний інститут державного управління Національна академія державного управління при Президентові України. — Львів : ЛРІДУ НАДУ, 2011. — 630 с.
- Публічна політика та суспільні зміни в Україні в контексті євроінтеграції : монографія / авт. кол. : С. О. Телешун, С. В. Ситник, І. В. Рейтерович, О. Г. Пухкал та ін. ; за заг. ред. С. О. Телешуна, д-ра політ. наук, проф. — Київ : НАДУ, 2017. — 248 с. ISBN 978-966-485-226-2
- Публічна політика : навч. посіб. / авт. кол. : С. О. Телешун, С. В. Ситник, І. В. Рейтерович та ін. ; за заг. ред. С. О. Телешуна, д-ра політ. наук, проф. — Київ : НАДУ, 2016. — 340 с.
- Публічна політика в процесах реформування системи державного управління України / С. О. Телешун, С. В. Ситник, І.В. Рейтерович, О. Г. Пухкал. — НАДУ, 2016. — 192 с.
- Політична аналітика в державному управлінні : навч. посіб. / С. О. Телешун, Ю. Г. Кальниш, І. В. Рейтерович, О. Р. Титаренко. — К. : НАДУ, 2012. — 228 с.
- Телешун С. О. Основи публічної політики та управління : навч. посіб. / авт. кол. : С. О. Телешун, С. В. Ситник, І. В. Рейтерович та ін. ; за заг. ред. С. О. Телешуна, д. політ. н., проф. — К. : НАДУ, 2011. — 312 с. (гриф МОН України).
- Телешун С. О., Рейтерович І.В. Вплив фінансово-політичних груп на прийняття стратегічних рішень у сфері політики та економіки: українські реалії. — Київ-Херсон, 2008. — 152 с.
- Телешун С. О., Сьомін С. В., Титаренко О. Р., Рейтерович І.В., Вировий С.І. Політична аналітика в системі публічного управління. — К.: НАДУ, 2008. — 284 с.
- Телешун С. О., Титаренко О. Р., Рейтерович І.В. Основи інформаційно-аналітичної діяльності в публічному управлінні: Навчальний посібник. — К.: Видавництво НАДУ, 2009. — 168 с.
- Телешун С. О. Державний устрій України: проблеми політики. Політика і практика / С. О. Телешун. — Івано-Франківськ : Лілея-НВ, 2000. — 344с. — ISBN 966-7263-57-6

## Награды
Орден Командора Итальянской Республики в 1996 г., Орден Нестора Летописца в 1999 г., Медаль за заслуги ІІІ-ей степени в 1999 г., Орден Рождества Христового ІІ ст. 2000 г., Орден Святого Станислава на Украине ІІІ-ІV-й степени 2002 г., Награда Госкомнацмиграции Украины в 2004 г., Благодарность Киевского городского головы 2005 г., Почетная грамота Киевского городского головы 2006 г., Заслуженный деятель науки и техники Украины 2012 г. награда Министерства транспорта и связи Украины «За развитие Государственной специальной службой транспорта» 2012, награды Главного управление государственной службы Украины, Почетный знак отличия «Медаль М. Драгоманова», Знак отличия Украинского фонда научно-экономического и юридического сотрудничества — «Гетман всей Украины П. Скоропадский», Знак отличия Украинского фонда научно-экономического и юридического сотрудничества — Крест Почета «Князь Святослав» (2014), Почетная грамота Кабинета Министров Украины (2017), Знак Почета І степени «За добросовестную службу Украине» (2017), Знак отличия МВД Украины «Юбилейный памятный знак 98 лет Национальной академии внутренних дел» (2017) и др.